# Mohamed El-Bouazzati
Mohamed El-Bouazzati (arabisch محمد البوعزاتي, * 9. Januar 1997 in Nador) ist ein deutsch-marokkanischer Fußballspieler.

## Karriere
Mohamed El-Bouazzati wurde in Marokko geboren und kam im Alter von sieben Jahren mit seinen Eltern nach Deutschland. Er begann seine Karriere beim Hörder SC und wechselte im Jahre 2006 zu Borussia Dortmund. Im Jahre 2014 wurde er mit der B-Jugend der Borussia deutscher Meister durch einen 2:1-Finalsieg über RB Leipzig. Anschließend unterschrieb er ein Vertrag über zwei Jahre für Dortmunds zweite Mannschaft und wechselte somit von der U-17 direkt in den Seniorenbereich.
Für die Saison 2016/17 wechselte El-Bouazzati auf Leihbasis in die 3. Liga zum VfL Osnabrück. Nach seiner Rückkehr zu Dortmund war El-Bouazzati zunächst vereinslos und wechselte dann im Januar 2018 zum ukrainischen Erstligisten Sorja Luhansk, für den er allerdings nur zwei Spiele bestritt. Anfang 2019 kehrte El-Bouazzati nach Deutschland zurück und spielte zunächst in der Regionalliga West für die SG Wattenscheid 09, den Bayernligisten Türkspor Augsburg, den westfälischen Landesligisten TuS Bövinghausen und den Regionalligisten Rot Weiss Ahlen. Im August 2021 folgte dann der Wechsel zum Ligarivalen SV Lippstadt 08.

## Erfolge
- Deutscher B-Jugendmeister: 2014
- Deutscher A-Jugendmeister: 2016